# Myiomma cixiiforme
Myiomma cixiiforme är en insektsart som först beskrevs av Philip Reese Uhler 1891.  Myiomma cixiiforme ingår i släktet Myiomma och familjen ängsskinnbaggar. Inga underarter finns listade i Catalogue of Life.